# Leão Leda
Leão Rodrigues de Miranda Leda (Grajaú, 1840 — Conceição do Araguaia, 9 de março de 1909), também conhecido como Leão Leda, foi um proprietário rural e político liberal-republicano que viveu nas regiões do Alto Sertão do Mearim e no Bico do Papagaio.
Como ativista político republicano, envolveu-se nos mais diversos conflitos armados no final do século XIX e início do século XX. Entre os conflitos que se envolveu estão registrados a "Guerra do Leda" e a Segunda revolta de Boa Vista.

## Vida pessoal
De origem judaica, foi o primeiro de sete filhos da união entre Antonio Rodrigues de Miranda Leda e Leocádia Moreira Leda; Leão Leda nasceu em Grajaú no ano de 1840. Filho de uma família abastada, foi para a capital do estado estudar no Liceu Maranhense, mas não chegou a concluir seus estudos.
Ao retornar da capital, une-se em matrimônio com Virgínia de Mello, tendo dez filhos: Raimunda (Mundoca), Leonina, Marica, Amélia, Mariano, Tarquínio, Ireno, Manoel, Antonio e Nelson. Destes, Mariano faleceu aos 20 anos, quando, em companhia do pai, foram ambos assassinados, vítimas de uma emboscada liderada pelo prelado dom Domingos Carrerot. Também Nelson faleceu jovem, aos 22 anos.

## Carreira política
Leão Leda iniciou sua carreira política ainda no período monárquico, quando foi nomeado suplente do Juiz Municipal de Grajaú. Mas foi após a Proclamação da República que seu poder e prestígio atingiram o auge. Com o advento da República, tornou-se o principal chefe político de Grajaú, com influência em todo o sul do Maranhão. Como a figura do Partido Liberal mais influente do interior maranhense, angariou diversos inimigos que queriam ver sua influência reduzida, entre os mais destacados, os líderes conservadores Benedito Pereira Leite, Araújo Costa e o federalista Jeferson Nunes.

### De líder liberal à Guerra do Leda
Nos embates políticos entre 1895 e 1898 em Grajaú, conhecidas como a "Guerra do Leda", Leão Leda foi a figura mais proeminente. Angariou apoio em todo o Alto Sertão do Mearim, arregimentando grupos armados que corriqueiramente confrontavam as forças oficiais do governo conservador de São Luis. O estopim da fúria do governo maranhense foi quando declarou em Grajaú a formação da República de Pastos Bons, auto-declarando-se seu primeiro presidente. Não obteve o apoio desejado, e mergulhou seu grupo num sangrento conflito no ano de 1898.
Em 16 de agosto de 1898, durante o auge do conflito, é assassinado o Promotor Público de Grajaú, Dr. Estocolmo Eustáquio Polary, em agosto de 1898, morte atribuída ao grupo de Leda e ao seu genro Tomaz Moreira. A morte do promotor justificou o envio pelo governo maranhense de um grande contingente do Corpo Militar do Estado, forçando o grupo de Leda a fugir para o norte do estado do Goiás (atual Tocantins).

### Prefeito e Revolta de Boa Vista
Entre 1898 e 1889 vagou pelo sul do Maranhão e norte do Goiás até que em 1900 fixa-se em Boa Vista do Tocantins (atual Tocantinópolis). Adquiriu várias propriedades rurais na região de Boa Vista, tornando-se muito rico. Aos poucos refaz seu grupo político.
Como o apoio do presidente do estado de Goiás Rocha Lima, disputa e vence as eleições municipais de Boa Vista do Tocantins em 1907, dando um grande golpe no poder das autoridades eclesiásticas, que dominavam a política local. Por conta do resultado dessa eleição angaria outro rival, o padre e político João de Sousa Lima.
Como Padre João passou a fazer oposição às suas ações à frente da prefeitura, os grupos passam a confrontar-se com armas, além de realizar saques contra as propriedades de membros rivais de seus grupos. Leão Leda declarou no calor da segunda revolta de Boa Vista a criação do Estado de Pastos Bons, pondo toda a região naquele que foi o maior conflito do Bico do Papagaio até a Guerrilha do Araguaia. 
O grupo de Leda qua a princípio vencia o conflito teve um grande revés com a eleição do Padre Lima como deputado estadual. O Padre Lima conseguiu apoio do governo e realizou diversas manobras enfraquecendo politicamente o grupo rival. A escalada do conflito chegou ao seu apogeu quando foi assassinado o genro de Leda, Tomaz Moreira pelo grupo do Padre Lima; o conflito destruiu toda a estrutura da cidade de Boa Vista. Vendo-se cercado, o grupo de Leda foge para o Pará.

### Chegada a Conceição e Morte
Em finais de 1908, Leão Leda instalou-se em Conceição do Araguaia que tinha sido incorporada (juntamente com Marabá, São João do Araguaia e o restante do sudeste do Pará) ao estado de Goiás, durante os desdobramento da segunda revolta de Boa Vista no Pará (Revolta dos Galegos e Declaração de Marabá). O artífice da vinda de Leda à Conceição foi Estevão Maranhão, que era seu sobrinho.
O prelado da Santíssima Conceição do Araguaia, dom Domingos Carrerot, aliado de Padre Lima, começou a confrontar a ele e seu grupo publicamente, em virtude de suas posições liberais e da convicção quanto a criação de um estado englobando o sudeste do Pará e o norte do Goiás. Dom Carrerot começou difamando sua pessoa, afirmando ser ele um maçom e herege. Acusou-o também de ser judeu, que de fato era.
Os grupos de Carrerot e Leda atacavam-se mutuamente até que em 8 de março de 1909, aproximadamente às 11 horas da manhã, uma turba incendiada por dom Carrerot cercou a casa de Leão Leda; após 24 horas de conflito, a maioria das pessoas que estava na casa havia sido morta. A turba capturou Leda e seu filho Mariano, sendo linchados e mortos em praça pública no dia 9 de março de 1909.